# 244
El año 244 (CCXLIV) fue un año bisiesto comenzado en lunes del calendario juliano, en vigor en aquella fecha.
En el Imperio romano el año fue nombrado como el del consulado de Armenio y Emiliano o, menos comúnmente, como el 997 Ab urbe condita, siendo su denominación como 244 posterior, de la Edad Media, al establecerse el Anno Domini.

## Acontecimientos

### Por lugar

#### Imperio romano
- Batalla de Misiche: El rey Sapor I lanza un contraataque cerca de Faluya (Irak) y derrota al ejército romano aguas arriba del río Éufrates.
- 11 de febrero: el emperador Gordiano III es asesinado por soldados amotinados en Zaitha (Mesopotamia). Un montículo se eleva en Carchemish en su memoria.
- Filipo el Árabe se declara a sí mismo coemperador y hace una paz vergonzosa con los persas. Se evacua Siria y le da a Sapor I 500 000 piezas de oro.
- Filipo el Árabe construye la ciudad de Shahba (Siria), la provincia de su nacimiento. Los persas ocupan Armenia.
- Filipo el Árabe es reconocido por el Senado Romano como nuevo emperador y le da a su hermano Prisco el poder supremo (rector Orientis) en las provincias orientales.
- Filipo I es proclamado augusto y se designa a su hijo Filipo, de 6 años, con el título de César y heredero al trono.
- El contenido de plata del denario romano cae a 0,5% en tiempo del emperador Filipo I, frente al 28% en tiempo de Gordiano III.

#### Asia
- Guanqiu Jian de Cao Wei invade Goguryeo, devastando su capital.

### Por tema

#### Artes y Ciencias
- Plotino, filósofo griego, se escapa del derramamiento de sangre que acompaña a la muerte de Gordiano III y se dirige a Antioquía. De regreso a Roma, funda su escuela neoplatónica y atrae a estudiantes como Porfirio, Firmus Castricius y Eustoquio de Alejandría.
- 244-249: Se esculpe el busto de Felipe el Árabe. Ahora se mantiene en el Musei Vaticani, Braccio Nuovo, Roma.
- 244-245: Se construye la Casa-Sinagoga de Dura-Europos, Siria. Se reconstruye en el Museo Nacional de Damasco (Siria).

## Nacimientos
- 22 de diciembre: Cayo Aurelio Valerio Diocleciano, emperador romano.
- Alejandro de Constantinopla, patriarca de Constantinopla.

## Fallecimientos
- 11 de febrero: Gordiano III, emperador romano (n. 225).
- Heliconis, mártir de Tesalónica.
- Cao Xun (n. 230).
- Zhang Cheng, general del Reino de Wu (n. 178)